# Patàpain
Patàpain (jusqu’en 2011 Pat-à-Pain) est une chaîne de restauration rapide française, fondée en 1984 à Bourges par François Prely, fondateur de la société France Restauration Rapide. En 2025, elle compte 61 restaurants principalement installés dans le centre et l'ouest de la France.

## Historique
En 1984, François Prely imagine le concept de fast-food à la française et fonde la société France Restauration Rapide à Saint-Germain-du-Puy, près de Bourges.
En 1986, la société lance deux nouveaux concepts d'établissements ..
Les restaurants Packman, implantés en centre-ville et qui se distinguent par la vente mixte de briocherie et d'hamburgers . Et les « Pat'à Pain », implantés en périphérie des villes, et orienté sur la vente de pain et de sandwiches, et résultant de la transformation d'anciennes stations services en point de vente,.
L'enseigne Pat'à Pain se développe dans les années 1990 et lance les premières franchises.
En 1995, Pascal et Stéphane Prely succèdent à leur père à la tête de la société.
En 2000, l'entreprise accélère sa transformation :
- le nouveau concept architectural Pat'à Pain est lancé en périphérie de ville, en bâtiment solo.
- les établissements Packman passent sous l'enseigne Pat'à Pain
- et le développement en franchise est arrêté.

Ancien logo de Patàpain (de 20?? à 2023)

En 2006, chaque point de vente réalise « environ 1 million d'euros de chiffre d'affaires dont un tiers en vente à emporter ». L'entreprise réalise un chiffre d'affaires au total de 39 millions d'euros pour 36 points de vente et emploie 671 salariés.
En 2011, à l'occasion de son 25e anniversaire, Pat'à Pain devient « Patàpain », change d'identité visuelle et développe une activité de traiteur pour développer un nouveau marché autour de l'événementiel, pour les professionnels et les particuliers. Chaque restaurant représente environ 1 million d'euros d'investissement pour en moyenne 500 m2 et 150 places assises.
En 2015, Patàpain ouvre son premier kiosque chez Leroy Merlin, à Saint-Doulchard, en périphérie de Bourges. Le concept sera abandonné par Leroy Merlin en juin 2019. Environ la moitié des effectifs ont moins de 26 ans en 2016.
En 2016, Patàpain présente deux nouvelles innovations :  
- une nouvelle activité Coffee Shop est développée en collaboration avec les Sirops Monin, et propose une carte de boissons gourmandes.
- le kube, un nouveau concept de bâtiment. Ce concept situé à Noyers-sur-Cher, près du ZooParc de Beauval (Loir-et-Cher) sera dupliqué en 2017.
En 2017, l'entreprise réalise 60 millions d'euros de chiffre d'affaires et emploie 800 salariés.
En 2018, Patàpain inaugure son 50ᵉ restaurant, à Saint-Jean-d'Illac, près de Bordeaux. En 2020, Patàpain s'implante à Cognac, en Charente.

## Implantation
En 2020, 52 Patàpain sont en activité dans 18 départements, principalement en Centre-Val de Loire et en Nouvelle Aquitaine, Auvergne-Rhône-Alpes, Pays de la Loire, Bourgogne-Franche-Comté et Grand Est.
Le siège social de France restauration rapide S.A. est situé à Saint-Germain-du-Puy, dans l'agglomération berruyère. La formation en interne et l'alternance sont un des piliers forts du développement de l'entreprise.  